# 1913 Seregno Calcio 2020-2021
Questa voce raccoglie le informazioni riguardanti il 1913 Seregno Calcio nelle competizioni ufficiali della stagione 2020-2021.

## Divise e sponsor
Il fornitore tecnico per la stagione 2020-2021 è Macron, lo sponsor di maglia è Dellorto.
| Casa | Trasferta |

## Rosa
| N. |                    | Ruolo | Calciatore         |
| -- | ------------------ | ----- | ------------------ |
| 1  | Italia (bandiera)  | P     | Davide Bignato     |
| 3  | Italia (bandiera)  | D     | Riccardo Zoia      |
| 4  | Italia (bandiera)  | C     | Stefano Bonaiti    |
| 5  | Croazia (bandiera) | D     | Luka Tomas         |
| 6  | Italia (bandiera)  | D     | Andrea Tinti       |
| 6  | Italia (bandiera)  | C     | Mario Piccinocchi  |
| 7  | Italia (bandiera)  | A     | Giovanni Ricciardo |
| 8  | Italia (bandiera)  | C     | Tommaso Tentoni    |
| 9  | Brasile (bandiera) | A     | Carlos França      |
| 10 | Italia (bandiera)  | A     | Danilo Alessandro  |
| 11 | Italia (bandiera)  | A     | Kristian Casiroli  |
| 12 | Italia (bandiera)  | P     | Dennis Lupu        |
| 13 | Croazia (bandiera) | D     | Sime Gregov        |
| 13 | Italia (bandiera)  | A     | Emanuele Pozzoli   |
| 14 | Italia (bandiera)  | D     | Riccardo Nava      |
| 14 | Italia (bandiera)  | D     | Andrea Mantegazza  |
| 17 | Italia (bandiera)  | A     | Jules Labas        |

| N. |                     | Ruolo | Calciatore           |
| -- | ------------------- | ----- | -------------------- |
| 18 | Italia (bandiera)   | C     | Simone Zanon         |
| 20 | Italia (bandiera)   | C     | Kaleb Jimenez        |
| 21 | Brasile (bandiera)  | C     | Gladestony           |
| 22 | Italia (bandiera)   | P     | Federico Adorni      |
| 22 | Italia (bandiera)   | P     | Francesco Colantonio |
| 23 | Italia (bandiera)   | C     | Amedeo Poletti       |
| 25 | Italia (bandiera)   | D     | Matteo Bruzzone      |
| 26 | Italia (bandiera)   | C     | Francesco Gazo       |
| 26 | Croazia (bandiera)  | A     | Filip Mihaljević     |
| 27 | Brasile (bandiera)  | A     | Paulo Azzi           |
| 28 | Italia (bandiera)   | C     | Bernard Aga          |
| 33 | Italia (bandiera)   | C     | Andrea Invernizzi    |
| 44 | Italia (bandiera)   | D     | Roberto Ferrari      |
| 55 | Svizzera (bandiera) | D     | Martino Borghese     |
| 64 | Italia (bandiera)   | D     | Andrea Lazzaroni     |
| 95 | Italia (bandiera)   | D     | Emanuele Marcaletti  |

## Calciomercato

### Sessione estiva(dal 01/07 al 30/10)
| Acquisti | Acquisti            | Acquisti       | Acquisti      |
| R.       | Nome                | da             | Modalità      |
| -------- | ------------------- | -------------- | ------------- |
| P        | Federico Adorni     | Mantova        | svincolato    |
| D        | Emanuele Marcaletti | Atalanta       | prestito      |
| D        | Riccardo Nava       | Legnano        | svincolato    |
| D        | Andrea Tinti        |                | svincolato    |
| C        | Bernard Aga         | NibionnOggiono | fine prestito |
| C        | Gladestony          | Siena          | svincolato    |
| C        | Andrea Poletti      | Juventus       | prestito      |
| C        | Tommaso Tentoni     | Imolese        | svincolato    |
| C        | Simone Zanon        | Südtirol       | svincolato    |
| A        | Danilo Alessandro   | Campobasso     | svincolato    |
| A        | Paulo Azzi          | Pro Vercelli   | svincolato    |
| A        | Lorenzo Curia       | Pontelambrese  | fine prestito |
| A        | Carlos França       | Potenza        | svincolato    |
| A        | Emanuele Pozzoli    | Meda           | fine prestito |
| A        | Giovanni Ricciardo  | Palermo        | svincolato    |

| Cessioni | Cessioni              | Cessioni          | Cessioni      |
| R.       | Nome                  | a                 | Modalità      |
| -------- | --------------------- | ----------------- | ------------- |
| P        | Roberto Barlocco      | Borgosesia        | svincolato    |
| P        | Francesco Colantonio  | Ascoli            | fine prestito |
| P        | Christian Galimberti  |                   | svincolato    |
| P        | Ismet Kysio           | Pirin Blagoevgrad | svincolato    |
| D        | Francesco Luoni       | Legnano           | svincolato    |
| C        | Nicolò Clerici        | Saluzzo           | svincolato    |
| C        | Alessandro De Angelis | Pro Vasto         | svincolato    |
| C        | Giovanni La Camera    |                   | svincolato    |
| C        | Pietro Valsecchi      | Como              | fine prestito |
| A        | Luca Artaria          | Folgore Caratese  | svincolato    |
| A        | Lorenzo Curia         | Pontelambrese     | svincolato    |
| A        | Kalil Louati          |                   | svincolato    |
| A        | Giacomo Lucatti       | Monterosi Tuscia  | svincolato    |

### Sessione invernale(dal 01/12 al 26/02)
| Acquisti | Acquisti             | Acquisti | Acquisti   |
| R.       | Nome                 | da       | Modalità   |
| -------- | -------------------- | -------- | ---------- |
| P        | Francesco Colantonio | Ascoli   | svincolato |
| C        | Mario Piccinocchi    |          | svincolato |
| A        | Filip Mihaljević     |          | svincolato |

| Cessioni | Cessioni            | Cessioni        | Cessioni      |
| R.       | Nome                | a               | Modalità      |
| -------- | ------------------- | --------------- | ------------- |
| P        | Federico Adorni     | Rimini          | definitivo    |
| D        | Sime Gregov         | Ghivizzano      | svincolato    |
| D        | Emanuele Marcaletti | Atalanta        | fine prestito |
| D        | Riccardo Nava       | Legnano         | svincolato    |
| D        | Andrea Tinti        |                 | svincolato    |
| C        | Francesco Gazo      | Città di Varese | svincolato    |
| A        | Paulo Azzi          | Lecco           | definitivo    |

### Operazioni successive alla sessione invernale
| Acquisti | Acquisti | Acquisti | Acquisti |
| R.       | Nome     | da       | Modalità |
| -------- | -------- | -------- | -------- |

| Cessioni | Cessioni          | Cessioni | Cessioni      |
| R.       | Nome              | a        | Modalità      |
| -------- | ----------------- | -------- | ------------- |
| C        | Kristian Casiroli |          | svincolato    |
| A        | Carlos França     |          | fine carriera |

## Risultati

### Serie D

#### Girone di andata
| Arbitro: | Mastrodomenico (Matera) |

|               |           |  |
| Ricciardo 40’ | Marcatori |  |

| Arbitro: | Santarossa (Pordenone) |

|  |           |            |
|  | Marcatori | 90’ França |

| Arbitro: | Burlando (Genova) |

|                               |           |                     |
| Gladestony 21’ Invernizzi 89’ | Marcatori | 45’ (rig.) Gerevini |

| Arbitro: | Monesi (Crotone) |

|                               |           |  |
| Brognoli 41’ (rig.) Qeros 77’ | Marcatori |  |

| Arbitro: | Zago (Conegliano) |

|                                                        |           |  |
| Dugnani 17’ (aut.) Ricciardo 44’ Alessandro 59’ (rig.) | Marcatori |  |

| Arbitro: | Marangone (Udine) |

|                     |           |               |
| Ibe 29’ Capelli 90’ | Marcatori | 86’ Ricciardo |

| Arbitro: | Rispoli (Locri) |

|                         |           |             |
| Azzi 14’ Alessandro 67’ | Marcatori | 33’ Caferri |

| Arbitro: | Canci (Carrara) |

|                                       |           |                              |
| Mandelli 26’ Russo 29’ Bardelloni 44’ | Marcatori | 34’ Ricciardo 37’ Gladestony |

| Arbitro: | Robilotta (Sala Consilina) |

|                                      |           |  |
| Gladestony 13’ (rig.) Alessandro 60’ | Marcatori |  |

| Arbitro: | Leone (Barletta) |

|  |           |               |
|  | Marcatori | 70’ Ricciardo |

| Arbitro: | Delli Carpini (Isernia) |

|                                       |           |                                |
| Gladestony 47’ (rig.) Boni 57’ (aut.) | Marcatori | 41’ Idrissi 43’, 51’, 85’ Fall |

| Arbitro: | Pezzopane (L'Aquila) |

|                        |           |                                     |
| Belotti 27’ Okyere 34’ | Marcatori | 3’, 58’, 69’ (rig.), 88’ Alessandro |

| Arbitro: | Di Francesco (Ostia) |

|                                       |           |                                          |
| Recino 32’ Pellegrini 59’ Franchi 70’ | Marcatori | 43’ (rig.), 62’ Alessandro 85’ Ricciardo |

| Arbitro: | Allegretta (Molfetta) |

|                                     |           |                 |
| Alessandro 6’ Gladestony 59’ (rig.) | Marcatori | 49’ Ghisalberti |

| Arbitro: | Mirabella (Napoli) |

|  |           |             |
|  | Marcatori | 34’ Tentoni |

| Arbitro: | Vingo (Pisa) |

|                          |           |             |
| Borghese 15’ Jimenez 70’ | Marcatori | 55’ Candido |

| Adro 14 febbraio 2021, ore 14:30 CET 17ª giornata | Franciacorta       | 0 – 0 | Seregno | Stadio comunale (0 spett.)\| Arbitro: \| Borriello (Arezzo) \| |
| Arbitro:                                          | Borriello (Arezzo) |       |         |                                                                |

#### Girone di ritorno
| Arbitro: | Galasso (Avellino) |

|                            |           |  |
| Spampatti 29’ Di Lauri 53’ | Marcatori |  |

| Arbitro: | Migliorini (Verona) |

|                  |           |                                       |
| Alessandro 45+2’ | Marcatori | 26’ Pellegrini 60’ Spini 68’ Muchetti |

| Arbitro: | Tartarone (Frosinone) |

|  |           |                            |
|  | Marcatori | 60’ Alessandro 70’ Tentoni |

| Arbitro: | Bracaccini (Macerata) |

|                       |           |  |
| Alessandro 57’ (rig.) | Marcatori |  |

| Arbitro: | Iacobellis (Pisa) |

|  |           |                                          |
|  | Marcatori | 52’ Alessandro 74’, 82’ (rig.) Ricciardo |

| Seregno 28 marzo 2021, ore 15:00 CEST 23ª giornata | Seregno      | 0 – 0 | Ponte San Pietro | Stadio Ferruccio (0 spett.)\| Arbitro: \| Tesi (Lucca) \| |
| Arbitro:                                           | Tesi (Lucca) |       |                  |                                                           |

| Arbitro: | Gandino (Alessandria) |

|  |           |           |
|  | Marcatori | 84’ Labas |

| Arbitro: | Castellone (Napoli) |

|                                   |           |                       |
| Alessandro 5’, 87’ Invernizzi 60’ | Marcatori | 22’ Ferrari 67’ Laner |

| Arbitro: | Casalini (Pontedera) |

|  |           |                      |
|  | Marcatori | 5’ (rig.) Alessandro |

| Arbitro: | Djurdjevic (Trieste) |

|                            |           |  |
| Alessandro 29’, 40’ (rig.) | Marcatori |  |

| Oggiono 25 aprile 2021, ore 15:00 CEST 28ª giornata | NibionnOggiono      | 0 – 0 | Seregno | Stadio Pierre De Coubertin (0 spett.)\| Arbitro: \| Di Cicco (Lanciano) \| |
| Arbitro:                                            | Di Cicco (Lanciano) |       |         |                                                                            |

| Arbitro: | Pacella (Roma 2) |

|                                     |           |                 |
| Alessandro 18’ (rig.) Ricciardo 47’ | Marcatori | 27’ Giangaspero |

| Arbitro: | Duzel (Castelfranco Veneto) |

|  |           |             |
|  | Marcatori | 59’ Turlini |

| Arbitro: | Mihalache (Terni) |

|  |           |                |
|  | Marcatori | 83’ Alessandro |

| Arbitro: | Silvestri (Roma 1) |

|                              |           |          |
| Lazzaroni 23’ Alessandro 60’ | Marcatori | 88’ Iori |

| Arbitro: | Zanotti (Rimini) |

|                         |           |                                |
| D'Amuri 10’ Candido 68’ | Marcatori | 6’ Jimenez 47’ (aut.) Gambazza |

| Arbitro: | Palumbo (Bari) |

|                                              |           |                                        |
| Mihaljević 30’ Alessandro 35’, 59’ Labas 78’ | Marcatori | 37’ Bithiene 45’, 58’, 90+4’ Boschetti |

## Statistiche

### Statistiche di squadra
| Competizione | Punti | In casa | In casa | In casa | In casa | In casa | In casa | In trasferta | In trasferta | In trasferta | In trasferta | In trasferta | In trasferta | Totale | Totale | Totale | Totale | Totale | Totale | D.R. |
| Competizione | Punti | G       | V       | N       | P       | Gf      | Gs      | G            | V            | N            | P            | Gf           | Gs           | G      | V      | N      | P      | Gf     | Gs     | D.R. |
| ------------ | ----- | ------- | ------- | ------- | ------- | ------- | ------- | ------------ | ------------ | ------------ | ------------ | ------------ | ------------ | ------ | ------ | ------ | ------ | ------ | ------ | ---- |
| Serie D      | 69    | 17      | 12      | 2       | 3       | 31      | 20      | 17           | 9            | 4            | 4            | 23           | 16           | 34     | 21     | 6      | 7      | 54     | 36     | +18  |

### Andamento in campionato
| Giornata  | 1 | 2 | 3 | 4 | 5 | 6 | 7 | 8 | 9 | 10 | 11 | 12 | 13 | 14 | 15 | 16 | 17 | 18 | 19 | 20 | 21 | 22 | 23 | 24 | 25 | 26 | 27 | 28 | 29 | 30 | 31 | 32 | 33 | 34 |
| --------- | - | - | - | - | - | - | - | - | - | -- | -- | -- | -- | -- | -- | -- | -- | -- | -- | -- | -- | -- | -- | -- | -- | -- | -- | -- | -- | -- | -- | -- | -- | -- |
| Luogo     | C | T | C | T | C | T | C | T | C | T  | C  | T  | T  | C  | T  | C  | T  | T  | C  | T  | C  | T  | C  | T  | C  | T  | C  | T  | C  | C  | T  | C  | T  | C  |
| Risultato | V | V | V | P | V | P | V | P | V | V  | P  | V  | N  | V  | V  | V  | N  | P  | P  | V  | V  | V  | N  | V  | V  | V  | V  | N  | V  | P  | V  | V  | N  | N  |
| Posizione | 3 | 3 | 2 | 3 | 2 | 3 | 1 | 4 | 4 | 1  | 3  | 1  | 1  | 1  | 1  | 1  | 1  | 2  | 2  | 2  | 2  | 2  | 2  | 1  | 1  | 1  | 1  | 1  | 1  | 1  | 1  | 1  | 1  | 1  |

Legenda:

Luogo: C = Casa; T = Trasferta. Risultato: V = Vittoria; N = Pareggio; P = Sconfitta.